# Acacia diptera
Acacia diptera é uma espécie de leguminosa do gênero Acacia, pertencente à família Fabaceae.